# Zuidelijke berkenmineermot
De zuidelijke berkenmineermot (Stigmella naturnella) is een vlinder uit de familie van de dwergmineermotten (Nepticulidae). Deze soort is voor het eerst wetenschappelijk beschreven als Nepticula naturnella door Josef Wilhelm Klimesch in een publicatie uit 1936.

## Verspreiding
De zuidelijke berkenmineermot komt voor van Europa tot in Japan. Tot ongeveer 2020 werd verondersteld dat (in Europa) de alpen de noordgrens van het verspreidingsgebied van deze warmteminnende soort vormden. Onderzoek verricht tussen 2020 en 2023 naar oude waarnemingen van deze soort heeft aangetoond dat deze moeilijk herkenbare soort verder noordelijk voorkomt dan tot dan toe werd verondersteld. Daarnaast heeft deze soort vanaf ongeveer het jaar 2000 zich in noordelijke richting uitgebreid en in 2017 Nederland en België bereikt. De noordgrens van zijn verspreidingsgebied loopt anno 2023 door Midden-Nederland.

## Kenmerken
Stigmella naturnella lijkt erg op andere Stigmella-soorten. De spanwijdte van het mannetje bedraagt 3,9 tot 4,8 millimeter en van het vrouwtje 4,4 tot 5,0 millimeter. De zuidelijke berkenmineermot heeft een oranje kop en een witte kraag. De voorvleugel is donkergrijs tot zwart, heeft een lichte (vaak halverwege ingeknepen) middenband en een zilverkleurige franje. De antennes zijn relatief kort.

## Leefwijze
Als een van de weinige soorten dwergmineermotten overwintert de zuidelijke berkenmineermot als imago. De overwintering vindt plaats in de bast van platanen, eiken en berken. Overwinterende vlinders worden begin april actief en vliegen tot begin mei. De tweede generatie vliegt van eind juni tot half oktober. De rups kan van eind mei tot half juli en van half augustus tot oktober worden aangetroffen. 

## Waardplanten
De rups leeft (ofwel "mineert") in bladeren van diverse berkensoorten (Betula), waaronder Betula pendula, Betula pubescens, Betula platyphylla, Betula dahurica en Betula utilis.